# Ilex harrisii
Ilex harrisii är en järneksväxtart som beskrevs av Ludwig Eduard Loesener. Ilex harrisii ingår i släktet järnekar, och familjen järneksväxter. Inga underarter finns listade i Catalogue of Life.